# Anuska, Manequim e Mulher

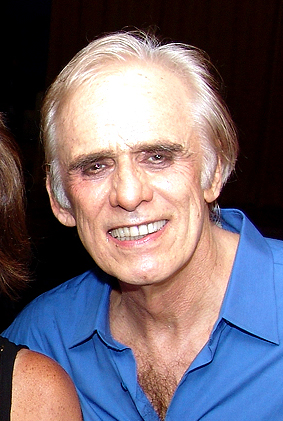
Francisco Cuoco

Anuska, Manequim e Mulher é um filme brasileiro de 1968, do gênero drama, dirigido por Francisco Ramalho Jr., com roteiro baseado no conto "Ascensão ao Mundo de Anuska", presente no livro Depois do Sol, de Ignácio de Loyola Brandão, e trilha sonora de Rogério Duprat.

## Sinopse
Uma aspirante a modelo troca seu amante de meia-idade por um belo e jovem escritor.

## Elenco
- Francisco Cuoco.... Bernardo
- Marília Branco... Anuska
- Ivan Mesquita.... Sabato
- Luís Sérgio Person.... Calfatti
- Ruthinéa de Moraes.... prostituta
- Jairo Arco e Flexa.... Eduardo
- Bibi Vogel.... modelo
- Ana Maria Nabuco.... atriz
- Jean-Claude Bernardet.... jornalista
- Armando Bógus.... amigo de Sabato
- Antônio Carlos
- José de Abreu.... homem no bote
- Leilah Assumpção.... modelo
- Beatriz Segall.... Míriam Portella
- Orlando Vilar.... Arnesto Portella